# Георадар

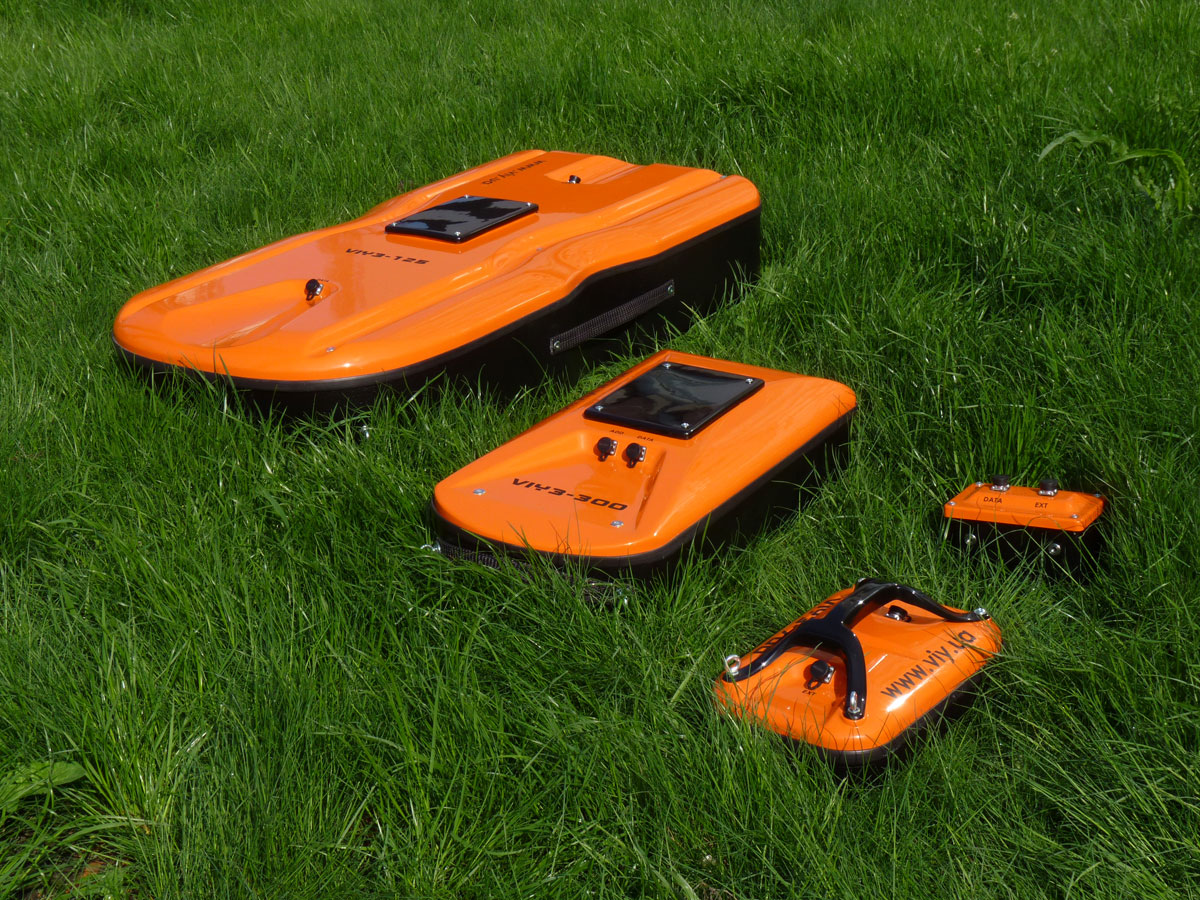
Георадари українського виробництва серії VIY

 Георадар  — це мікропроцесорний геофізичний прилад для проведення швидкого профілювання ґрунту. Це найдосконаліша техніка отримання розрізів ґрунту, що не вимагає буріння або розкопок. Прилад «просвічує» ґрунт на глибину до 20-30 метрів. Він широко використовується в археології, геологічній розвідці, природоохоронних роботах, передпроектних дослідженнях, будівництві тощо

## Принцип дії георадара
Робота георадіолокаціонного приладу підповерхневого зондування (в загальноприйнятій термінології — георадара) заснована на використанні класичних принципів радіолокації. Передавальною антеною георадара випромінюються надкороткі електромагнітні імпульси (частки наносекунди), що мають 1,0-1,5 періоду квазігармонічного сигналу і досить широкий спектр випромінювання. Центральна частота сигналу визначається типом антени.
Проникність або провідність, приймається приймальною антеною, посилюється в широкосмуговому підсилювачі, перетворюється в цифровий вигляд за допомогою аналого-цифрового перетворювача і запам'ятовується для подальшої обробки. Після обробки отримана інформація відображається на екрані.

## Конструкція георадара
Сучасний георадар являє собою складний геофізичний прилад, який створюється при дотриманні певних технологій. Основний блок складається з електронних компонентів, які виконують такі функції: формування імпульсів, випромінюваних передавальною антеною, обробка сигналів, що надходять з приймальної антени, синхронізація роботи всієї системи. Таким чином, георадар складається з трьох основних частин: антенної частини, блоку реєстрації і блоку управління. Антенна частина включає передавальну і приймальні антени. Під блоком реєстрації розуміється ноутбук або інший записуючий пристрій, а роль блоку управління виконує система кабелів і оптико-електричних перетворювачів.

## Застосування георадара
Застосування георадара має широкий спектр, а саме:
1. У геології — георадари застосовуються для побудови геологічних розрізів, визначення положення рівня ґрунтових вод, меж поширення корисних копалин в кар'єрах, положення карстових воронок і порожнин, товщини льоду, глибини і профілю дна річок і озер.
2. У транспортному будівництві — (автомобільні дороги і залізниці, аеродроми) георадари використовуються для визначення товщини конструктивних шарів дорожнього одягу та якості ущільнення дорожньо-будівельних матеріалів, вишукування кар'єрів дорожньо-будівельних матеріалів, оцінки підстав під транспортні споруди, визначення глибини промерзання в ґрунтових масивах і дорожніх конструкціях, вмісту вологи в ґрунті земляного полотна і підстилаючих ґрунтових підставах, ерозії ґрунтів на ділянках мостових переходів. Пошук будь-яких аномалій під дорожнім покриттям.
3. У комунальних службах — пошук та визначення комунікацій та мереж (металевих та пластикових!). Тільки цим приладом можливо знаходження і визначення глибини залягання пластикових водопроводів, газопроводів, систем каналізації. Георадар визначає місця витоків, а так само врізок на трубопроводах.
4. У вирішенні питань охорони навколишнього середовища та раціонального використання земель, георадари використовуються для оцінки забруднення ґрунтів, виявлення витоків з нафтопроводів, місць поховання екологічно небезпечних відходів.
5. МНС — виявлення вибухонебезпечних предметів (вибухівки, боєприпасів).
6. У археології — за допомогою георадара встановлюють місця знаходження археологічних об'єктів та межі їх розповсюдження.

## Основні виробники
GSSI (Нью Гемпшир, США) [Архівовано 15 березня 2010 у Wayback Machine.]
Sensor and Software Inc. (Канада) [Архівовано 13 січня 2011 у Wayback Machine.]
Era Technology (Велика Британія) [Архівовано 31 січня 2010 у Wayback Machine.]
Geoscanners AB (Швеція) [Архівовано 12 березня 2010 у Wayback Machine.]
MALA (Швеція) [Архівовано 2 травня 2010 у Wayback Machine.]
OYO corporation (Японія)
ООО «ЛОГИС», (Росія) [Архівовано 25 березня 2010 у Wayback Machine.]
ООО «ВНИИ СМИ», (Росія) [Архівовано 17 лютого 2010 у Wayback Machine.]
Transient Technologies (Україна) [Архівовано 28 серпня 2013 у Wayback Machine.]
ТОВ "Спецавтоматика" (UA), Team EasyRad (EU) [Архівовано 27 січня 2018 у Wayback Machine.]

## Приклади роботи георадарів
- археологічні дослідження [Архівовано 19 грудня 2009 у Wayback Machine.]
- геологія [Архівовано 11 вересня 2016 у Wayback Machine.]
- дослідження гідрогеологічних умов будівництва [Архівовано 19 червня 2016 у Wayback Machine.]
- будівництво [Архівовано 7 лютого 2010 у Wayback Machine.]
- дослідження бетону [Архівовано 19 грудня 2009 у Wayback Machine.]
- екологічні дослідження [Архівовано 19 грудня 2009 у Wayback Machine.]
- дослідження водойм [Архівовано 19 грудня 2009 у Wayback Machine.]
- військова справа і безпека [Архівовано 6 квітня 2010 у Wayback Machine.]

##### Суспільно-значимі приклади використання в Україні
В лютому 2017 року завдяки використанню унікального георадарного комплексу було виявлено ряд сенсаційних археологічних знахідок у місті Тернопіль.